# Saab 21
SAAB 21 byl švédský stíhací a útočný letoun vyráběný společností SAAB (Svenska Aeroplan Aktiebolaget), který poprvé vzlétl v roce 1943. Letoun je popisován jako účinný nosič zbraní neobvyklé konstrukce. SAAB 21 byl navržen s krátkým středním trupem a dvojicí bočních nosníků, které nesly ocasní plochy. Motor byl umístěn mezi nosníky na konci středního trupu a poháněl tlačnou vrtuli.

## Vývoj a popis
Švédsko si během 2. světové války chtělo udržet svou neutralitu pomocí politiky silných ozbrojených sil, ale nemělo přístup k zahraničním zbraním. Původní studie letounu měla svůj počátek v roce 1939, kdy se uvažovalo o použití motoru Bristol Taurus. Projekt se však nepohnul z místa až do roku 1941. V reakci na potřebu protivzdušné obrany státu, a vzhledem k tomu, že v důsledku války byly zahraniční zbraně nedostupné, se Švédsko rozhodlo přezbrojit pomocí svými silami vyvinutých a vyrobených zbraní, a to včetně pokročilého stíhacího letounu.
Letoun byl navržen jako dolnoplošník, který poháněl licenčně vyráběný kapalinou chlazený invertní motor Daimler-Benz DB 605B. Stroj měl tříbodový podvozek s předním kolem, silnou výzbroj střílející dopředu, vystřelovací sedadlo a uspořádání se dvěma nosníky ocasních ploch, mezi nimiž byl umístěn motor s tlačnou vrtulí. Toto uspořádání později umožnilo modifikaci letounu na pohon proudovým motorem.
Mezi hlavní výhody tlačného uspořádání patří nerozostřený výhled směrem dopředu a možnost soustředit výzbroj do přídě letounu. Zatímco k největším nevýhodám patří obtížné opuštění letounu pilotem v nebezpečí, protože v tom případě hrozí zasažení pilota listy vrtule. Společnost SAAB se rozhodovala mezi systémem vystřelovacího sedadla a systémem, který by odhodil v nebezpečí vrtuli nebo celý motor pomocí výbušných šroubů. Nakonec bylo vybráno vystřelovací sedadlo vyvinuté společností Bofors pro tento účel, které bylo vyzkoušeno v roce 1943. Letoun se tak stal druhým letounem na světě vybaveným vystřelovacím sedadlem (prvním byl německý He 219).
V roce 1947 byl trup letounu z poloviny přestavěn, bylo upraveno křídlo i ocasní plochy a letoun dostal proudový motor de Havilland Goblin. Tento letoun dostal označení Saab 21R.

## Operační historie
První ze třech prototypů letounu J 21 poprvé vzlétl 30. července 1943 z továrního letiště v Linköpingu, přičemž letoun pilotoval zkušební pilot společnosti SAAB Claes Smith. Během startu vlivem špatného nastavení klapek došlo k projetí VPD a letoun narazil do plotu na konci dráhy a poškodil si jedno kolo podvozku. Následující zkušební lety, pokračující na delším letišti v Satenäs již proběhly v pořádku.
Druhý prototyp (21002), který poprvé vzlétl v červnu 1944, měl překonstruovaný systém chlazení motoru. Začátkem roku 1945 byl předán leteckému křídlu (Flottilj) F-8 se základnou v Barkarby. V červenci k němu přibyl první sériový stroj (21101), na kterém se testovala především výzbroj. Třetí prototyp (21003) posloužil ke statickým a pevnostním zkouškám.
Celkem 54 stíhacích letounů J-21A-1 (Jakt) bylo postaveno v hlavním závodě v Trollhättan. Letouny byly dodávány od prosince 1945 a od prototypů se odlišovaly zvětšenými svislými ocasními plochami. První stroje převzala jednotka F-9 v Göteborgu. Poslední SAAB J-21A-1 (21259) byl dodán 5. prosince 1946.

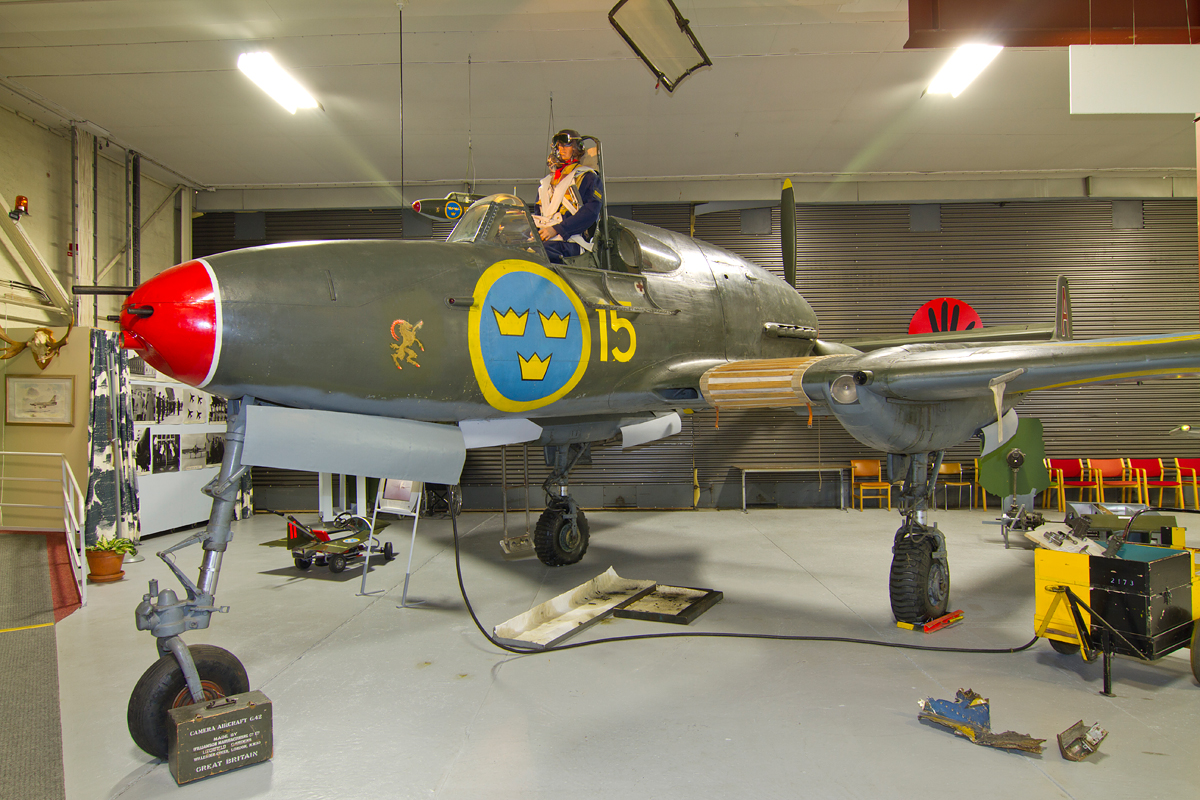
SAAB A 21A-3 vystavený v leteckém muzeu ve městě Soderhamn, Švédsko

Následovalo je 124 J-21A-2 (21160 až 21283), které se lišily instalovaným kanónem Bofors M-45 ráže 20 mm namísto typu Hispano a překonstruovnými klapkami chlazení. Letouny byly dodávány ve dvou sériích po 62 kusech. První od 13. července 1946 do 27. června 1947, druhá pak od 11. června do 14. listopadu 1947. Byly zařazeny do výzbroje Flottilj F-15 v Söderhamu a F-12 v Kalmaru.
Následná produkce 119 stíhacích bombardérů B-21A-3 (Bomb) proběhla ve čtvrté a páté sérii po 59 a 60 strojích (21284 až 21402). První vznikl přestavbou J-21A-1 (21102).
Flygvapnet stroje přejímal mezi 22. květnem 1947 a 8. květnem 1948 (4. série) a mezi 12. květnem 1948 a 17. lednem 1949. Od stíhacích letounů se odlišovaly především možností nést na vnějších závěsech pumy a rakety. Označení letounů se brzy změnilo na A-21A-3 (Attack). První sériový stroj A-21A-3 byl předán leteckému křídlu F-6 v Karlsborgu začátkem roku 1948, později téhož roku začal být bitevní variantou přezbrojován rovněž útvar F-7 dislokovaný v Satenäs.
K prvnímu použití vystřelovacího sedadla došlo v červenci 1946, když se podporučík Bengt Johansson po srážce s jiným strojem v letu katapultoval z J-21A-1 (21109) ve výšce 2000 m. Po bezpečném dopadu do moře byl vyloven švédským torpédoborcem. Vlivem nehod byla nakonec ztracena téměř třetina SAABů 21A všech verzí, při nichž zahynulo 23 pilotů. Letecké křídlo F-9 své J-21A vyměnilo za letouny J-28B (de Havilland Vampire FB Mk.50) v roce 1950. Křídlo F-15 si J-21A-2 ponechalo do roku 1953, kdy také převzalo britské J-28B. Křídlo F-12 začalo přecházet na proudovou techniku v roce 1952 přebíráním letounů Saab 29 Tunnan, které bylo dokončeno o rok později. Roku 1953 stejný švédský letoun vystřídal A-21A-3 také u křídla F-6, zatímco proudové letouny SAAB J-21R nahradily stroje A-21A-3 křídla F-7 již v roce 1951.
Použití jako bombardéru naráželo na omezení vyplývající z tlačného uspořádání letounu, proto se začalo uvažovat o přemístění motoru dopředu se současným přeznačením letounu na J 23. Místo vývoje dvou různých typů však bylo rozhodnuto zachovat letoun série J 21, ale upravit jej pro zabudování proudového motoru. Ze služby byly poslední letouny J 21A vyřazeny v roce 1954.

## Dochované exempláře
Dochovaly se následující tři letouny:
- A 21A-3, sériové číslo 21286 přestavěný na typ A 21R který nyní slouží jako stálý statický exponát ve švédském muzeu vojenského letectva.
- A 21A-3, sériové číslo 21311, jako stálý statický exponát v leteckém muzeu ve městě Söderhamn ve Švédsku.
- A 21A-3, sériové číslo 21364, vystavený jako statický exponát ve švédském muzeu vojenského letectva.

## Varianty

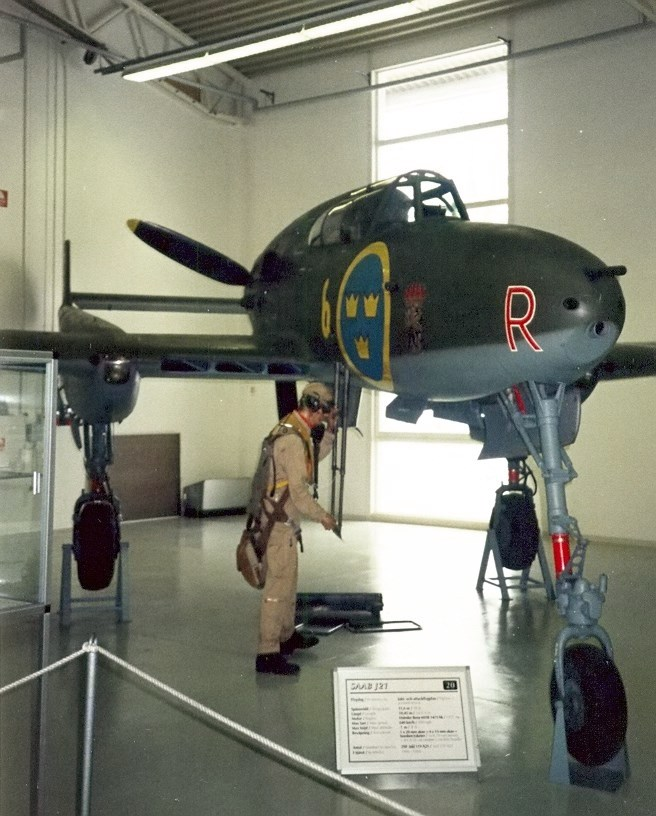
Saab A 21A-3

J 21A-1
První série stíhací verze. Postaveno 54 strojů (a 3 prototypy) mezi roky 1945–1946. Letouny byly vyřazeny v roce 1949.
J 21A-2
Druhá a třetí série stíhací verze. Postaveno 124 strojů mezi roky 1946–1947. Letouny měly lepší avioniku a byly vyzbrojeny švédským 20 mm leteckým kanónem. Letouny byly vyřazeny v letech 1953 a 1954.
A 21A-3
První a druhá série útočné verze. Postaveno 119 strojů mezi roky 1947–1949. Jako základ byly použity letouny J 21A-2 vybavené zaměřovačem pum. Měly také možnost startovat pomocí dvojice startovacích raketových motorů a mohl být vyzbrojen celou škálou neřízených leteckých bomb a raket.
J 21B
Plánovaná verze vyzbrojená trojicí leteckých kanónů v přídi letounu, vybavená radarem s vylepšenou aerodynamikou a poháněná motorem Daimler-Benz DB 605E, nebo Rolls-Royce Griffon. Ani jeden nebyl však postaven.

## Specifikace (Saab 21A-3)
Technické údaje pocházejí z publikací „A Fork-Tailed Swede“ a „Combat Aircraft since 1945“.

### Technické údaje
- Posádka: 1
- Rozpětí: 11,60 m
- Délka: 10,45 m
- Výška: 3,97 m
- Nosná plocha: 22,2 m²
- Plošné zatížení: ? kg/m²
- Prázdná hmotnost: 3 250 kg
- Max. vzletová hmotnost: 4 413 kg
- Pohonná jednotka: 1× vidlicový dvanáctiválec Daimler-Benz DB 605B vyráběný v licenci společností SFA
- Výkon pohonné jednotky: 1 455 k (1 085 kW)

### Výkony
- Cestovní rychlost: 495 km/h (308 mph) ve výšce ? m
- Maximální rychlost: 640 km/h (398 mph) ve výšce ? m
- Dolet: 750 km
- Dostup: 11 000 m (36 000 stop)
- Stoupavost: 15 m/s (2 950 stop/min)

### Výzbroj
- 1× letecký kanón Hispano-Suiza HS.404 nebo Bofors ráže 20 mm
- 2× kulomet systému Colt vyráběný společností Bofors ráže 13,2 mm v přídi
- 2× kulomet systému Colt vyráběný společností Bofors ráže 13,2 mm v centroplánu vně nosníků ocasních ploch
- Různé letecké bomby a rakety

## Uživatelé
Švédsko
- Švédské letectvo

#### Související vývoj
- Saab 21R

#### Podobná letadla
- Kjúšú J7W
- Ambrosini SS.4
- Henschel P.75
- Mansyū Ki-98
- Vultee XP-54 Swoose Goose
- Curtiss XP-55 Ascender
- Northrop XP-56 Black Bullet